# Voghera
De Italiaanse stad Voghera ligt in de Noord-Italiaanse provincie Pavia (regio Lombardije). Het gebied waarin de stad ligt heet Oltrepo Pavese; het is een van de weinige gebieden van de Lombardische regio die ten zuiden van de rivier de Po ligt. In de Romeinse tijd droeg de stad de naam Vicum Iria. In 1748 werd de stad door de Piemontese regering benoemd tot hoofdstad van een provincie die behalve de Oltrepo Pavese ook een deel van de huidige provincie Alessandria omvatte. Tegenwoordig is Voghera een belangrijk verkeersknooppunt. De heuvels ten zuiden van de stad vormen een belangrijk wijnbouwgebied.

## Bezienswaardigheden
Il castello Visconteo is een imposante bakstenen verdedigingsstructuur, gebouwd tussen 1335 en 1372 in opdracht van Gian Galeazzo Visconti. Het heeft een vierkante plattegrond met vier massieve torens op de hoeken van elke zijde. De noordelijke gevel, die door de eeuwen heen het best bewaard is gebleven, heeft de hoofdingang tot de structuur vanaf het Piazza della Liberazione ervoor, een van de belangrijkste pleinen van de stad. Onlangs gerenoveerd, bevat het interieur een aantal mooie fresco's in de oostelijke vleugel door Bartolomeo Suardi, bekend als Bramantino, dat de Madonna met kind en muzen voorstelt.

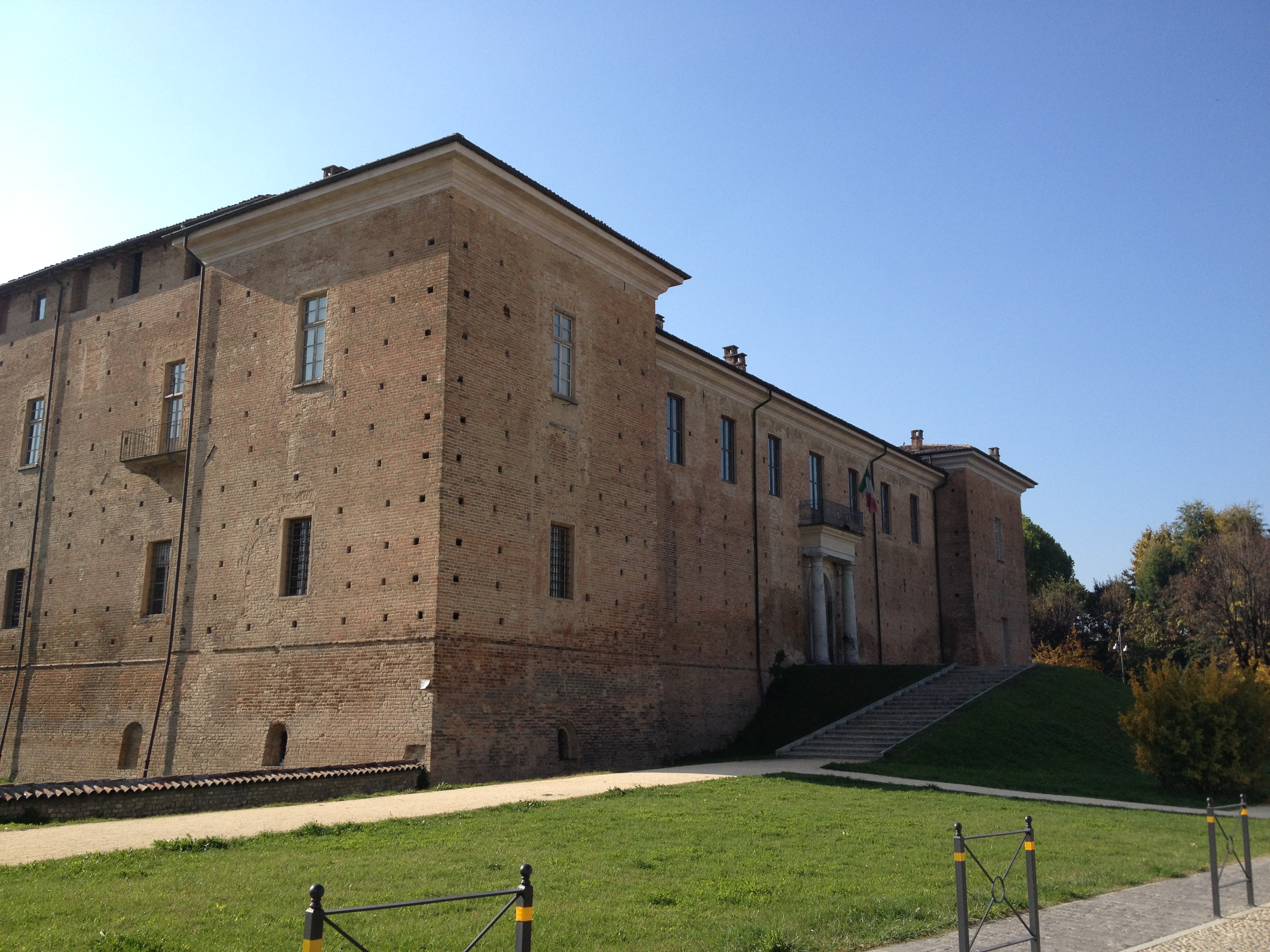
Il castello Visconteo.

## Geboren
- Giovanni Plana (1781-1864), astronoom en wiskundige
- Carlo Bandirola (1915-1981), motorcoureur
- Carlo Pavesi (1923-1995), schermer
- Valentino Garavani (1932), modeontwerper
- Mauro Nespoli (1987), handboogschutter

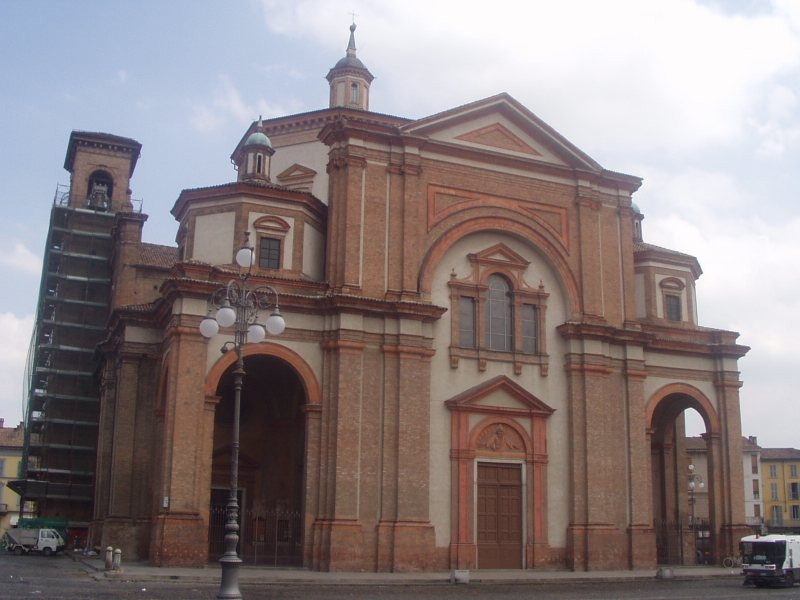
Duomo